# Polonia Cup
Der Polonia Cup war ein Badmintonmannschaftswettbewerb für Sportler der Altersklasse U17 aus Ländern der europäischen B-Gruppe. Er fand seine Fortsetzung in den Badminton-Jugendeuropameisterschaften, die 2005 starteten. Der Polonia Cup selbst fand erstmals 1990 statt, nachdem zuvor 1987 und 1989 bereits zwei Testwettbewerbe ausgetragen wurden. Für Spieler der Altersklasse U19 gab es bereits seit 1984 den Finlandia Cup.

## Austragungsorte
| Nr. | Jahr | Land       | Ort          |
| --- | ---- | ---------- | ------------ |
|     | 1987 | Frankreich | Straßburg    |
|     | 1989 | Spanien    | Cádiz        |
| 1   | 1990 | Polen      | Cetniewo     |
| 2   | 1991 | Norwegen   | Kristiansand |
| 3   | 1992 | Spanien    | Barcelona    |
| 4   | 1993 | Belgien    | Neerpelt     |
| 5   | 1995 | Wales      | Cardiff      |
| 6   | 1997 | Türkei     | Istanbul     |
| 7   | 1999 | Polen      | Spała        |
| 8   | 2001 | Belgien    | Neerpelt     |
| 9   | 2003 | Irland     | Dublin       |

## Sieger und Platzierte
| Jahr | Gold        | Silber     | Bronze         |
| ---- | ----------- | ---------- | -------------- |
| 1990 | Sowjetunion | Polen      | BR Deutschland |
| 1991 | Sowjetunion | Polen      | Norwegen       |
| 1992 | Spanien     | Belgien    | Schweiz        |
| 1993 | Polen       | Schweiz    | Norwegen       |
| 1995 | Russland    | Polen      | Wales          |
| 1997 | Russland    | Tschechien | England        |
| 1999 | Russland    | Polen      | Estland        |
| 2001 | Russland    | Polen      | Schweiz        |
| 2003 | Russland    | Polen      | Belgien        |

## Detailergebnisse

### 1987
- 1.  Polen
- 2.  Sowjetunion
- 3.  Österreich
- 4.  Norwegen
- 5.  Finnland
- 6.  Schweiz
- 7.  Belgien
- 8.  Wales
- 9.  Frankreich
- 10.  Island
- 11.  Spanien
- 12.  Italien

### 1989
- 1.  Sowjetunion
- 2.  Polen
- 3.  Norwegen
- 4.  Österreich
- 5.  Frankreich
- 6.  Portugal
- 7.  Schweiz
- 8.  Spanien
- 9.  Island

### 1990
- 1.  Sowjetunion
- 2.  Polen
- 3.  Deutschland
- 4.  Tschechoslowakei
- 5.  Bulgarien
- 6.  Norwegen
- 7.  Österreich
- 8.  Spanien
- 9.  Schweiz
- 10.  Frankreich
- 11.  Belgien
- 12.  Ungarn

### 1991
- 1.  Sowjetunion
- 2.  Polen
- 3.  Norwegen
- 4.  Finnland
- 5.  Schweiz
- 6.  Spanien
- 7.  Frankreich
- 8.  Belgien

### 1992
- 1.  Spanien
- 2.  Belgien
- 3.  Schweiz
- 4.  Portugal
- 5.  Frankreich
- 6.  Italien

### 1993
- 1.  Polen
- 2.  Schweiz
- 3.  Norwegen
- 4.  Österreich
- 5.  Frankreich
- 6.  Ungarn
- 7.  Belgien
- 8.  Spanien
- 9.  Portugal

### 1995
- 1.  Russland
- 2.  Polen
- 3.  Wales
- 4.  Litauen
- 5.  Schottland
- 6.  Tschechien
- 7.  Frankreich
- 8.  Schweiz
- 9.  Österreich
- 10.  Belgien
- 11.  Spanien

### 1997
- 1.  Russland
- 2.  Tschechien
- 3.  England
- 4.  Frankreich
- 5.  Polen
- 6.  Portugal
- 7.  Spanien
- 8.  Schweiz
- 9.  Wales
- 10.  Bulgarien
- 11.  Belgien
- 12.  Österreich
- 13.  Estland
- 14.  Ungarn
- 15.  Slowenien
- 16.  Rumänien
- 17.  Israel
- 18.  Zypern
- 19.  Moldau
- 20.  Türkei
- 21.  Griechenland

### 1999
- 1.  Russland
- 2.  Polen
- 3.  Estland
- 4.  Bulgarien
- 5.  Belgien
- 6.  Schweiz
- 7.  Litauen
- 8.  Tschechien
- 9.  Spanien
- 10.  Wales
- 11.  Portugal
- 12.  Schottland
- 13.  Slowenien
- 14.  Slowakei
- 15.  Italien
- 16.  Moldau
- 17.  Ungarn
- 18.  Irland
- 19.  Österreich
- 20.  Rumänien
- 21.  Lettland
- 22.  Zypern
- 23.  Israel

### 2001
- 1.  Russland
- 2.  Polen
- 3.  Schweiz
- 4.  Slowenien
- 5.  Spanien
- 6.  Portugal
- 7.  Niederlande
- 8.  Kroatien
- 9.  Tschechien
- 10.  Österreich
- 11.  Belgien
- 12.  Zypern
- 13.  Ungarn
- 14.  Litauen
- 15.  Irland
- 16.  Griechenland
- 17.  Wales
- 18.  Lettland
- 19.  Belarus
- 20.  Türkei
- 21.  Estland

### 2003
- 1.  Russland
- 2.  Polen
- 3.  Belgien
- 4.  Tschechien
- 5.  Schweiz
- 6.  Slowenien
- 7.  Österreich
- 8.  Irland
- 9.  Estland
- 10.  Slowakei
- 11.  Türkei
- 12.  Zypern
- 13.  Kroatien
- 14.  Spanien
- 15.  Portugal
- 16.  Wales
- 17.  Italien
- 18.  Norwegen